# Boo Boo Runs Wild
Boo Boo Runs Wild (br: Catatau, o Urso Selvagem) é uma curta-metragem estadunidense, exibido originalmente no Cartoon Network junto com A Day in the Life of Ranger Smith em 24 de setembro de 1999. Produzida pelo cartunista canadense John Kricfalusi e seu estúdio Spümcø, criador do desenho Ren & Stimpy. 

## Enredo
O eterno companheiro do Zé Colméia fica enjoado de seguir as normas do Parque Jellystone e acaba rasgando a gravata borboleta, e passa a agir de forma animalesca, o que acaba levando Zé Colméia ao desespero.

## Elenco de Dublagem
| Personagem                | Dublador Original | Dublador Brasileiro |
| ------------------------- | ----------------- | ------------------- |
| Catatau                   | John Kricfalusi   | Flávio Dias         |
| Zé Colméia                | Stephen Worth     | Élcio Sodré         |
| Guarda Chico/Guarda Smith | Corey Burton      | Flávio Dias         |
| Cindy                     | Mary Ellen Thomas |                     |
| The Chief                 | Michael Pataki    |                     |